# カン・フン
カン・フン（朝鮮語: 강훈、1991年5月23日 - ）は大韓民国の俳優である。npioエンターテインメント所属。
2019年にJYPエンターテインメントとnpioエンターテインメントの共同契約となったが、現在はnpioにのみ所属している。

## 出演

### 映画
- 輪（2009年）
- ティファニーと永遠に（2011年）
- ピクニック（2013年）
- 私の妻（2014年）
- あなたの意味（2015年）
- 今あなたは男だとは知りません（2016年）

### ドラマ
- 愛を言う（2016年、MBC）- ハン・ジンウ役
- 隣の部屋の女性隣の男（2017年、ウェブドラマ）- ナム・フン役
- オフィスウォッチ（2017年、ウェブドラマ）- キム・ギョンジュン役
- こんな花のようなエンディング（2018年、PLAYLIST）- ユ・ヒョンス役[1]
- このオブパモール（2018年、NEVER TV）
- 彼女と言えそうだと（2018年、SBS）
- 悪魔があなたの名前を呼ぶとき（2019年、tvN）
- ク・ヘリョン（2019年、MBC）- ヒョン・ギョンムク役
- 十八の瞬間（2019年、JTBC）
- おかえり〜ただいまのキスは屋根の上で!?〜（2020年、KBS2）- ゴ・ドゥシク役[2]
- X（2021年、PLAYLIST）- ユ・ヒョンス役
- あなたは私の春（2021年、tvN）- カン・テジョン役
- 赤い袖先（2021年、MBC）- ホン・ドクロ役[3]
- 二十五、二十一（2022年、tvN）- ペク・イヒョン役
- シスターズ（2022年、tvN）- ハ・ジョンホ役[4]
- いつかの君に（2023年、Netflix）- チョン・インギュ役[5]
- コッソンビ熱愛史（2023年、SBS）- キム・シヨル役[6]
- 私のヘリへ ～惹かれゆく愛の扉～（2024年、ENA）- カン・ジュヨン役[7]